# Mai Manó
Mai Manó (May Emánuel, Pest, 1855. május 24. – Budapest, 1917. július 24.) császári és királyi udvari fényképészmester, szakíró.

## Élete
Mai Henrik orvos és tanár és Éliás Klára fiaként született, édesanyja 1867-ben elhunyt. 14 éves korában félbehagyta gimnáziumi tanulmányait, majd Kalmár Péter fényképészmesterhez szegődött inasnak. Emellett esténként az iparrajziskolát látogatta. 
1873 és 1878 között közös műtermet üzemeltetett mesterével, Kalmár és Mai néven. Közben Grazban és itthon tanult tovább magyar mestereknél, a Borsos és Koller társulásnál, egyidejűleg letette az érettségi vizsgát is. 1878-ban már önálló fényképészként dolgozott, műterme a Vilmos császár (ma Bajcsy-Zsilinszky) út és Andrássy út sarkán álló kis házban volt berendezve. Bécsben foglalkozott gyermekfényképezéssel is. 1882-ben megvásárolta a Nagymező utca 20-as számú épületet is (Mai Manó Ház), amit teljesen átépített a saját céljainak megfelelően. 
1885-től működött udvari fényképészként. Alapítója és főszerkesztője volt A Fény (1906-1918) című lapnak, 1885-ben megalapította a Fényképész Ifjak Önképző és Segély Egyletét, valamint a Magyar Fényképészek Országos Szövetségének is egyik kezdeményezője volt. 1896-ban megválasztották a Fényképészek Asztaltársaságának elnökéül. Az 1900-as párizsi világkiállításon fényképeit aranyéremmel jutalmazták. 
1893-ban Hildesheimba hívták meg mint zsűritagot, 1901-ben pedig az I. Országos Művészeti és Tudományos Fotókiállításon vette részt ugyanebben a minőségben. Német nyelvű szakirodalmi munkáit kitüntetéssel honorálták. Halála után Weisz Hugó vette át a műterme üzemeltetését, 1931-ig. 1917-ben halt meg, örök nyugalomra a Kozma utcai izraelita temetőben (10. parcella, 4. sor, 1. sírhely) helyezték. Neje Rothauser Etelka volt, aki 1926-ban hunyt el, férje mellé temették.

## Emlékezete
Egykori műterme, a Mai Manó Ház ma is őrzi nevét. Az épültben található galéria és könyvesbolt is a nevét viseli. 

## Képek

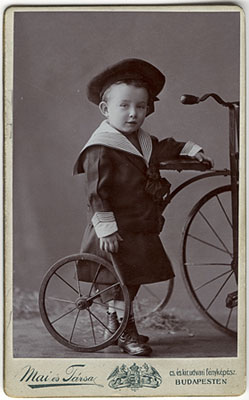
1895
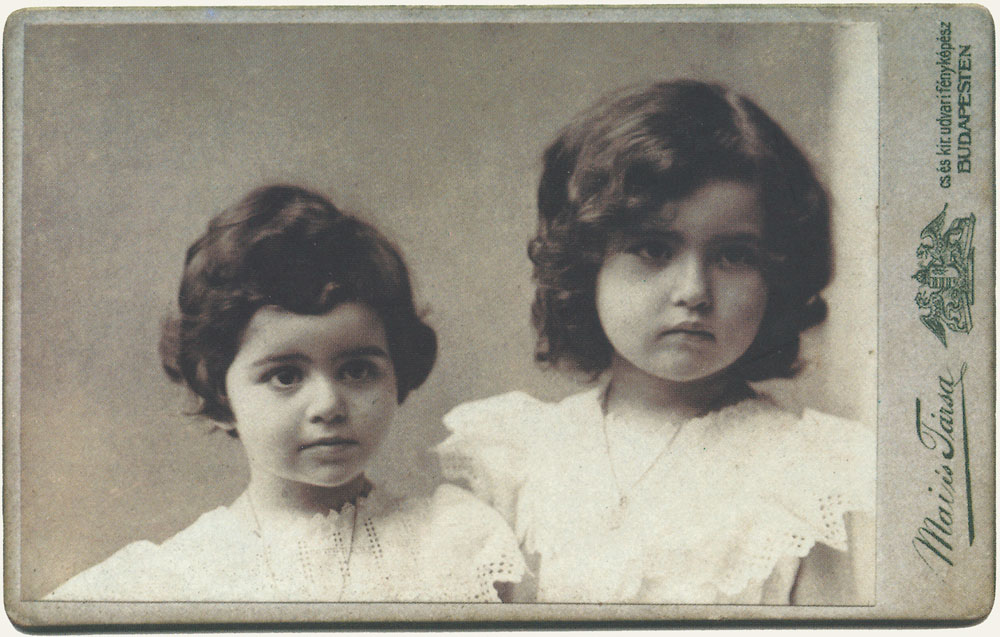
1905
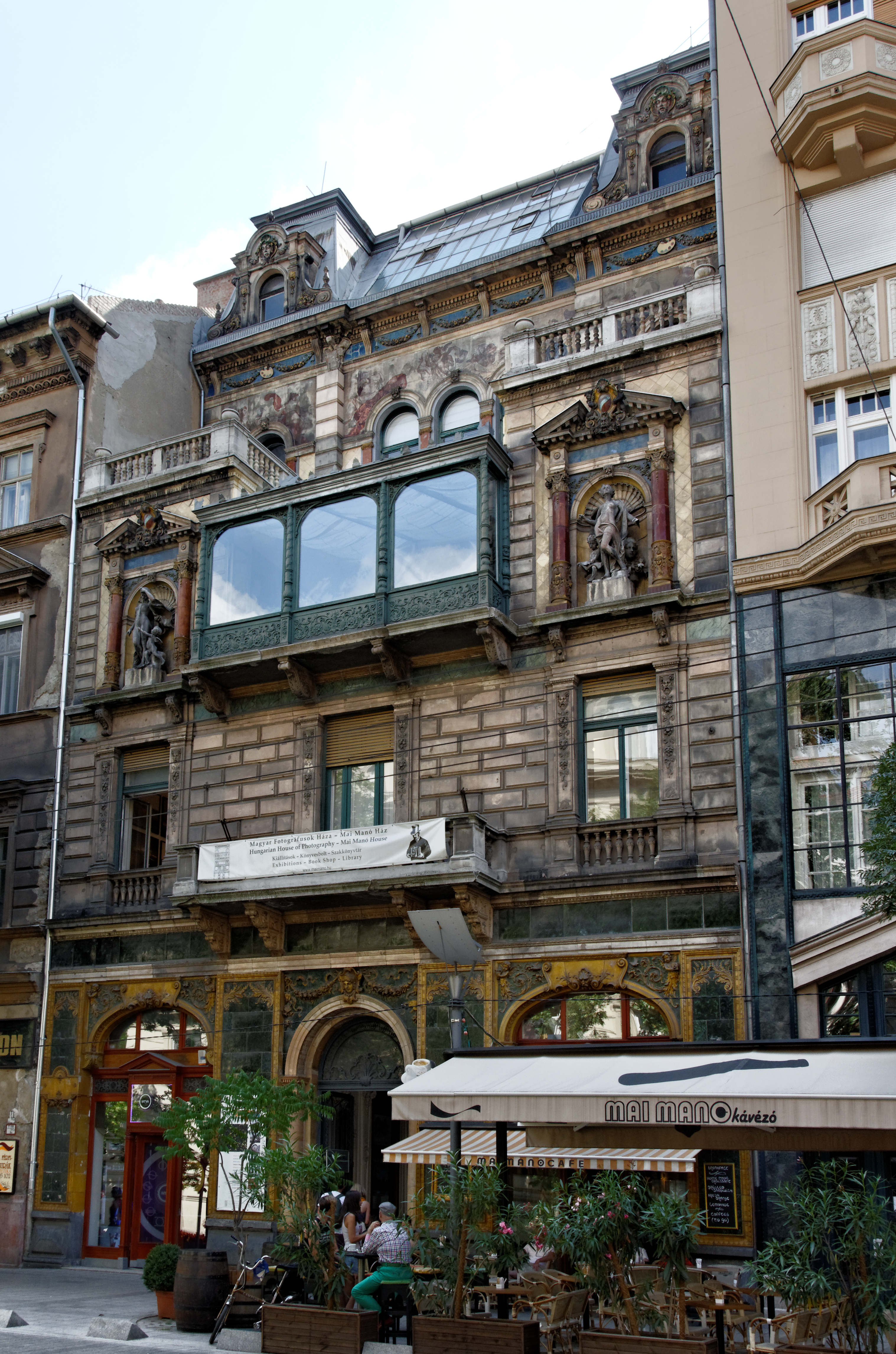
Mai Manó háza és egykori budapesti műterme